# Aeroporto Internacional Manuel Márquez de León

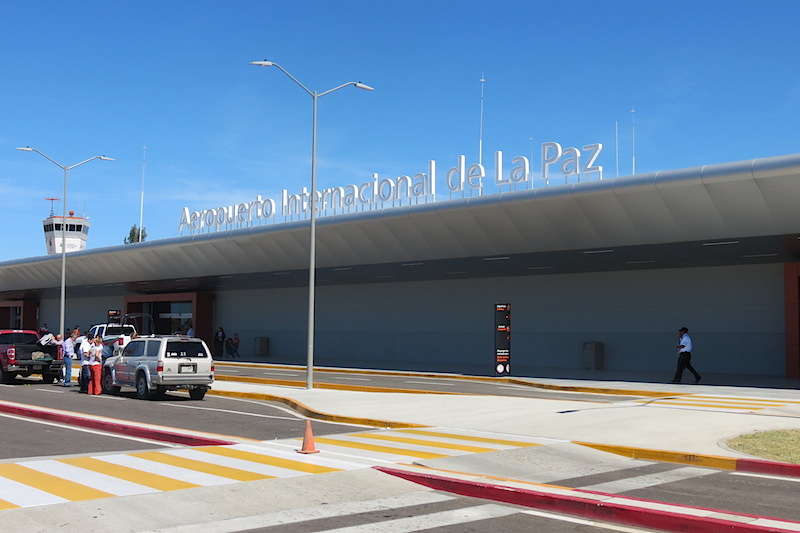
Aeroporto Internacional de La Paz

O Aeroporto Internacional Manuel Márquez de León ou Aeroporto Internacional de La Paz (código IATA: LAP; código ICAO: MMLP) é um aeroporto localizado na cidade de La Paz, capital do estado de Baja California Sur, no México.